# Yohann Diniz
Yohann Diniz (* 1. ledna 1978, Épernay) je francouzský atlet, trojnásobný mistr Evropy a mistr světa v chůzi na 50 km.

## Sportovní kariéra
Mezi jeho úspěchy patří také stříbrná medaile ze světového šampionátu 2007 v japonské Ósace, kde byl rychlejším chodcem jen Australan Nathan Deakes, který padesátikilometrovou trasu zvládl v čase 3.43:53. Diniz byl o 29 sekund pomalejší. Na Mistrovství světa v atletice 2009 v Berlíně skončil na dvanáctém místě.
V roce 2008 reprezentoval na letních olympijských hrách v Pekingu, kde však závod nedokončil. V Rio de Janeiro v roce 2016 se v olympijském závodě umístil osmý.
V letech 2006, 2010 a 2014 se stal mistrem Evropy v chůzi na 50 kilometrů (v roce 2014 si v chodeckém závodě na evropském šampionátu vytvořil svůj osobní rekord na této trati 3:32:33 hod.).
Největší sportovní úspěch zaznamenal v roce 2017 – v Londýně se stal mistrem světa v chůzi na 50 kilometrů.

## Osobní rekordy
- Chůze na 50 km (silnice) 3:32,33 hod. (2014)  (Současný světový rekord)